# Wielki pokój montrealski
Wielki pokój montrealski – traktat pokojowy podpisany w 1701 roku w Montrealu, kończący wojnę między Irokezami a francuskimi kolonistami z Nowej Francji, wspieranych przez Algonkinów i Odżibwejów.